# دوتپه (خدابنده)
دوتپه، روستایی از توابع بخش دوتپه و از توابع شهرستان خدابنده استان زنجان ایران است. از لحاظ جمعیت و تعداد خانوار دوتپه بزرگ‌ترین روستای استان زنجان محسوب می‌شود و در ردیف روستاهای پیشنهادی برای ارتقا به شهر قرار دارد. بر اساس مصوبه‌ای در سال ۱۳۹۹ نام دوتپه سفلی به دوتپه تغییر یافت.
روستای دوتپه در کیلومتر ۲۲ جاده قیدار به ابهر قرار گرفته است. این روستا از جهات شرق به پینه‌دوز، شمال شرق به قفساباد، شمال به چپقلو و قانلی شمال غربی به داشلوجه، غرب به توپقره، جنوب غربی به بلگشیر، جنوب به دهشیر و جنوب شرقی به خانکندی محدود می‌شود.

## قدمت دوتپه
با توجه به مجسمه‌ها و آثاری که از دیوان‌تپه خارج شده بود قدمت روستا به دوران قبل اسلام برمی‌گردد، در بعضی از قبرها که آنها را گوور قبری (قبر گبری) می‌نامند، سلاح و وسایل شخصی وجود داشته که به اعتقادات زندگی بعد از مرگ در برخی ادیان مربوط می‌شود.
دیوان‌تپه یا جمشیدتپه مربوط به هزارهٔ قبل میلاد و قرون میانه دوران‌های تاریخی پس از اسلام است که این اثر در تاریخ ۱۷ آذر ۱۳۵۴ با شمارهٔ ثبت ۱۱۳۳ به‌عنوان یکی از آثار ملی ایران به ثبت رسیده است.
در دوران اسلامی تا عصر صفوی دوتپه شهر آبادی بوده است که آن را صورلق یا صورولوق می‌نامیده‌اند، اما تاریخ معاصر دوتپه را می‌توان از زمان حسینقلی‌بیک آغاز کرد که مالک زمین‌های شرق قیدار تا قره آغاج ابهر بود، در مواجه با خوانین افشار زمین‌های خود را در ازای یک صلوات جمعی سالانه به مردم دوتپه بخشید و از روستا مهاجرت کرد. (تا زمان حال حاضر مردم دوتپه همچنان به عهد خود با حسینقلی بیک پایبند هستند)
بعد از آن روز تا سال ۱۳۴۹ دوتپه محل منازع مردم و خوانین بود.

## زبان و دین
مردم دوتپه از نظر دینی و زبانی مانند سایر روستاهای شهرستان هستند. دین مردم اسلام و مذهبشان شیعه دوازده‌امامی است و به زبان زبان ترکی آذربایجانی با لهجهٔ خسمه‌ای صحبت می‌کنند.

## نام‌های خانوادگی
به ترتیب اکبری، اصغری، بهرامی، محمدی و ولیّ نام خانوادگی اکثریت مردم است.

## هستهٔ اولیهٔ روستا
قدیمی‌ها اعتقاد دارند که روستا، هفت مرتبه تغییر مکان داده است، بنای روستای کنونی در ابتدا با ساختن ۲۴ خانه در کنار چشمهٔ قانلی بولاق ـ که در نزدیکی دیوان‌تپه است ـ شروع شد.
مردم می‌گویند در زمان جمشیدشاه جنگ بسیار سختی در این مکان اتفاق افتاده‌بود و بر اثر کشته‌های زیاد و خونریزی فراوان آب چشمه به رنگ خون درآمد. که این جنگ در نهایت با رسیدن قوشون جهان افروز، دختر جمشیدشاه، به پایان رسید. و از آن زمان این چشمه را قانلی بولاق نامیده‌اند. از جمله چشمه‌های دیگر می‌توان به نظرگاه (محلی بوده که مردم در صورت داشتن حاجت سکه ای دون چاه این چشمه می‌انداختند، تا حاجتشان برآورده شود)، بیان کرد. این دشت پربرکت دارای چاهای عمق فراوان می‌باشد واکثریت به سیستم آبیاری هوشمند قطره ای وبارانی مجهز هستند.

## شغل مردم
اکثر مردم به شغل کشاورزی می‌پردازند، بیشترین محصول تولیدی گندم، جو، لوبیا، سیب زمینی، گوجه و خیار است، اما محصولاتی نظیر چغندر، آفتابگردان، گل کلم، ذرت و… نیز تولید می‌شود.
بعد از کشاورزی، تولیدی پوشاک در رتبه دوم قرار دارد.
در سال‌های قبل کار حشم‌داری در روستا زیاد بود، اما امروزه رو به کاهش است.

## اماکن مذهبی، عمومی و امکانات دولتی
امامزاده عبد الغفار (ع)، ۵ مسجد، ۶ مدرسه ابتدائی، راهنمایی و دبیرستان، ۲ مرکز پیش دبستانی، ۲ مؤسسهٔ آموزش زبان، ۲ خانه بهداشت، مرکز بهداشتی درمانی، فوریت‌های پزشکی، اورژانس ۱۱۵، هلال احمر، بانک تجارت، شرکت تعاونی، دهیاری، پست بانک، مخابرات، پایگاه مقاومت بسیج خواهران و برادران، حوزه مقاومت بسیج، بخشداری، باشگاه پرورش اندام، ۲ سالن ورزشی، زمین چمن مصنوعی هستند

## جمعیت
این روستا در دهستان حومه قرار دارد و براساس سرشماری مرکز آمار ایران در سال ۱۳۹۰، جمعیت آن ۴٬۱۳۲ نفر (۱۲۰۸ خانوار) بوده است. کوچ‌های معکوس به این بخش درحال رشد فراوان است. در حال حاضر روستا دارای
۴٬۵۵۳ نفر جمعیت می‌باشد.

## دهیاران
| ردیف | دهیار      | زمان          |
| ---- | ---------- | ------------- |
| ۱    | موسی محمدی | ۱۳۷۸–۱۳۹۲     |
| ۲    | رضا اصغری  | ۱۳۹۲–۱۳۹۷     |
| ۳    | حسن اکبری  | ۱۴۰۲–۱۳۹۷     |
| ۴    | حسین اکبری | ۱۴۰۲ ـ تاکنون |

## اعضای شورای اسلامی
| دور   | اعضای شورا                                                               | زمان       |
| ----- | ------------------------------------------------------------------------ | ---------- |
| اوّل   | صفرعلی اصغری، عزیزالله اکبری، میرزاعلی بهرامیان، فیروز بهرامی، بهروز ولی | ۱۳۷۷–۱۳۸۱  |
| دوّم   | علی اوسط اصغری، باقر اکبری، فیروز بهرامی، ابراهیم بهرامی منفرد، حسین ولی | ۱۳۸۱–۱۳۸۵  |
| سوّم   | محمد اکبری، عزیزالله اکبری، اسماعیل بهرامی، محمد خداوندلو، حسین ولی      | ۱۳۸۵–۱۳۹۲  |
| چهارم | علی اصغری پور، علی اوسط اصغری، احمد اکبری، جواد اکبری، ابراهیم ولی       | ۱۳۹۲–۱۳۹۶  |
| پنجم  | ناصر اکبری، ابراهیم بهرامی منفرد، جواد بهرامی، جواد محمدی، پرویز ولی     | ۱۳۹۶–۱۴۰۰  |
| ششم   | علی اصغری پور، رسول اکبری، حیدر محمدی، حسین ولی، پرویز ولی               | ۱۴۰۰-اکنون |